# Pierreville (Meurthe-et-Moselle)
Pierreville település Franciaországban, Meurthe-et-Moselle megyében. Lakosainak száma 298 fő (2022. január 1.). Pierreville Autrey, Frolois, Houdelmont, Pulligny és Xeuilley községekkel határos.

## Népesség
A település népességének változása:
| Lakosok száma | 171  | 236  | 281  | 306  | 317  | 315  | 308  | 300  | 297  | 298  |
|               | 1968 | 1982 | 1990 | 2006 | 2013 | 2015 | 2017 | 2019 | 2020 | 2022 |